# Palana
Palana (in russo Палана?; in coriaco Камэран, Kameran, letteralemente "casa del salmone essicato"),  capitale del Circondario dei Coriacchi, è un insediamento di tipo cittadino, ovvero costruito secondo un modello progettato all'epoca sovietica, che si trova sulla riva destra del fiume Palana, ad otto chilometri dal mare di Ochotsk, sulla costa nord-occidentale della penisola di Kamčatka.

## Infrastrutture e trasporti

### Aereo
La città è raggiungibile con i voli di linea effettuati dalle compagnie aeree russe Korjakavia e Petropavlovsk-Kamčatskij Air Enterprise dall'aeroporto di Petropavlovsk-Kamčatskij situato a circa 900 chilometri da Palana. L'aeroporto di Petropavlovsk-Kamčatskij è collegato con i voli di linea diretti con gli aeroporti moscoviti: Domodedovo, Vnukovo, Šeremet'evo, inoltre, da Petropavlovsk-Kamčatskij si raggiungono con i voli di linea le seguenti città russe: Novosibirsk, San Pietroburgo, Chabarovsk, Vladivostok, Magadan, Krasnojarsk, Krasnodar.
Il 12 settembre 2012 alle 12:28 (ora locale) un Antonov An-28 con 11 passeggeri e 2 membri d'equipaggio a bordo si schiantò a 10 km dopo il decollo dall'aeroporto di Palana. L'aereo della russa Petropavlovsk-Kamčatskij Air Enterprise era diretto a Petropavlovsk-Kamčatskij. Dieci persone sono decedute in seguito all'incidente, 3 sopravvissuti sono stati ricoverati in prognosi riservata dopo l'evacuazione dal luogo dell'incidente con l'elisoccorso.